# Албалат-де-ла-Рібера
Албалат-де-ла-Рібера, Альбалат-де-ла-Рібера (валенс. Albalat de la Ribera, ісп. Albalat de la Ribera) — муніципалітет в Іспанії, у складі автономної спільноти Валенсія, у провінції Валенсія. Населення — 3585 осіб (2010).

## Географія
Муніципалітет розташований на відстані близько 310 км на південний схід від Мадрида, 29 км на південь від Валенсії.

## Демографія
Динаміка населення (INE ):

## Галерея зображень

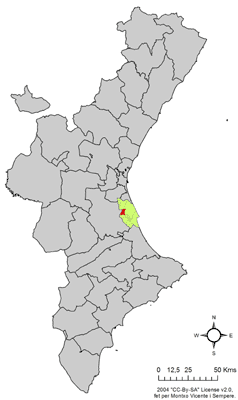
Розташування муніципалітету у автономній спільноті Валенсія
Розташування муніципалітету Албалат-де-ла-Рібера у комарці Рібера-Баха
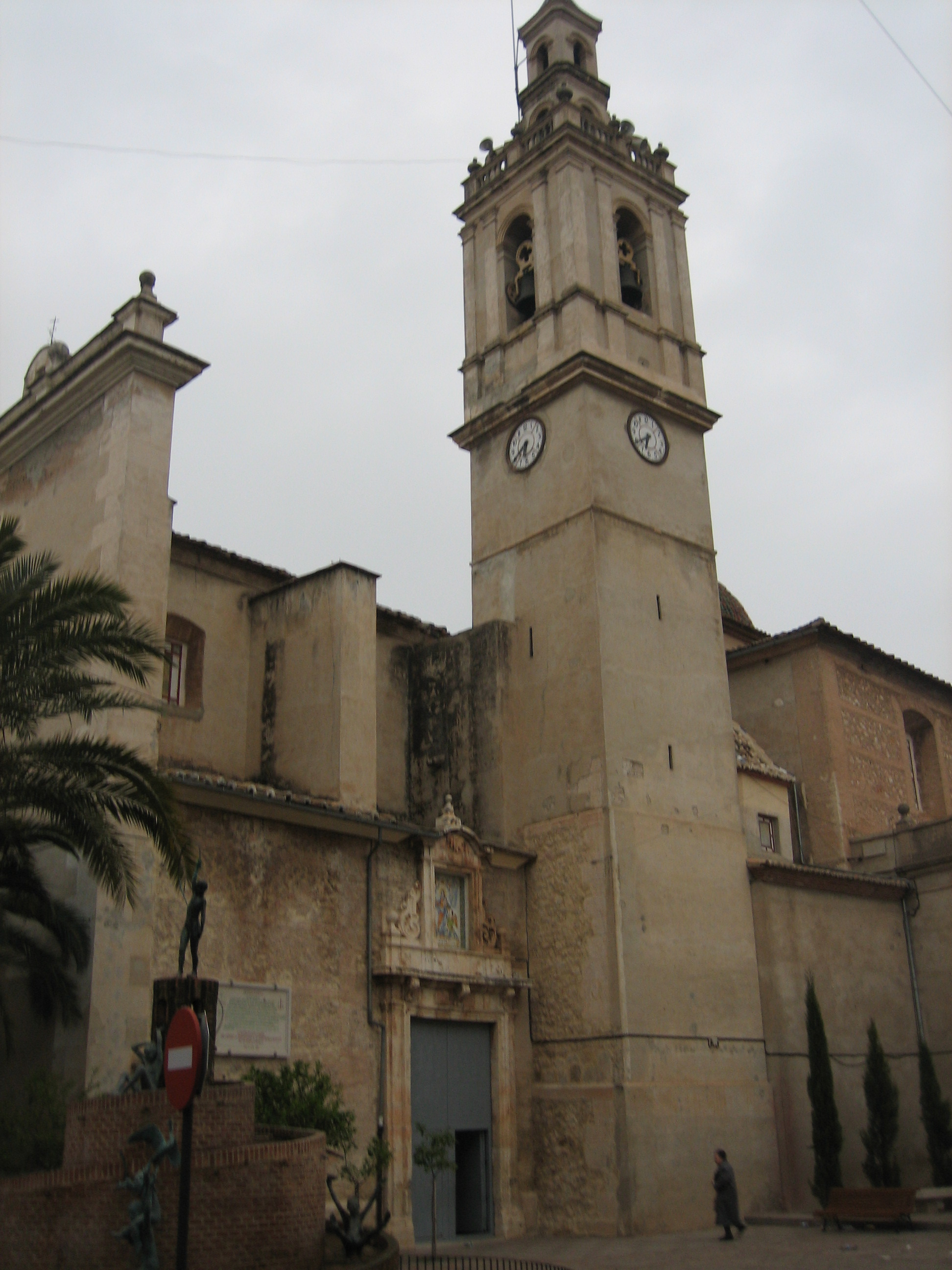
Церква